# Vernay (Friburgo)
Vernay es una población y antigua comuna suiza del cantón de Friburgo, situada en el distrito de Broye. El uno de enero de 2017 se unió a 6 otras comunas formando la comuna de Estavayer. 
La comuna es el resultado de la fusión el 1 de enero de 2006, de las antiguas comunas de Autavaux, Forel y Montbrelloz en la nueva comuna de Vernay.